# 大連西駅
大連西駅（だいれんにしえき）は、中華人民共和国遼寧省大連市甘井子区に位置する駅。1931年開業、瀋陽鉄路局の管轄する3等駅で、瀋大線旅順支線の駅である。

## 利用可能な鉄道路線
- 中華人民共和国鉄道部（中国国鉄）
  - 瀋大線旅順支線

## 歴史
- 1931年 - 革鎮堡駅として開業。
- 2017年7月1日[要出典] - 大連西駅に改称。

## 隣の駅
中国国鉄
瀋大線旅順支線
周水子駅 - 大連西駅 - 夏家河駅